# Таймур бин Асад
Тайму́р бин Асаад Аль Саи́д (араб. تيمور بن أسعد آل سعيد‎; род. 1980, Маскат) — оманский государственный деятель, член династии Аль Саид.

## Биография
Таймур бин Асаад родился в семье Асаада бин Тарика и его супруги Наимы бинт Бадр Аль Бусайди.
Работает в банковском секторе, входил в совет директоров «Bank Dhofar» до 2011 года. В 2012 году основал и возглавил исламский банк «Alizz Islamic Bank».. 
В августе 2020 года королевским указом Таймур бин Асаад был объявлен председателем недавно созданного Совета управляющих Центрального банка Омана. В январе 2025 года новым королевским указом был назначен на новый пятилетний срок. Помимо этого, он также входит в Совет министров Омана, в состав которого вошёл в августе 2020 года.